# Пелагия и белый бульдог
«Пелагия и белый бульдог» — первый роман в трилогии «Приключения Пелагии» (серия «Провинціальный детективъ») российского писателя Бориса Акунина. Опубликован в 2001 году.

## Сюжет
Действие происходит в России XIX века, в Заволжской губернии.
В губернский центр, город Заволжск, из столицы приезжает синодальный инспектор Бубенцов, с заданием провести расследование на предмет появления в губернии проявлений язычества и пресечения таковых, обращением отступников в истинное православие. В ходе своего расследования он выходит на зытяков — местный народ, хоть и принявший христианство, но до сих пор сохраняющий многие языческие верования и обычаи. Местные жители, в том числе и верховные власти, губернатор и архиерей-владыка, вовсе не идут навстречу инспектору в его деле — они много лет жили бок о бок с зытяками, привыкли к их соседству и не желают устраивать никаких репрессий на религиозной почве. Однако Бубенцов, будучи в намерении выслужиться перед столичным обер-прокурором Константином Петровичем Побединым, вовсе не собирается отступаться от задуманного.
Тем временем архиерей отец Митрофаний оказывается в затруднительном положении: его тётушка, проживающая в имении Дроздовка, пожаловалась ему, что кто-то хочет извести её белых племенных бульдогов, выведению из которых новой породы, «русский белый бульдог», она потратила много лет, переняв это дело от покойного мужа, и уже убито несколько из них. Она подозревает, что причина здесь кроется в её, вдовы генерала Татищева, богатом наследстве.
Ехать в имение самому, как хочет от него тетушка, — затруднительно, у архиерея и более важных дел хватает, а в то же время не откликнуться на просьбу нельзя. Вот и решает владыка отправить в имение к тётке свою духовную дочь, монахиню Пелагию (мирское имя Полина Лисицына), хоть и очень молодую, но отличающуюся необыкновенными умом и проницательностью — именно она и ранее помогала ему в расследовании запутанных дел. Все считают что сам отец Митрофаний наделён даром расследования таких дел, но это не совсем так.
По пути в имение выяснятся, что в округе произошло страшное преступление — найдены тела мужчины и мальчика с отрезанными головами. Подозрение падает на зытяков, якобы совершивших его в ритуальных целях  (см. Мултанское дело). Бубенцов решительно берётся за расследование — с отрядом он совершает рейд в деревню зытяков и захватывает их старейшин, отразив на обратном пути попытку освободить их, убив при этом (по его словам) троих нападавших.
По прибытии в усадьбу Полина проводит расследование (в это же время убивают и последнего из белых бульдогов помещицы) и устанавливает, что преступления совершает один из ближайших родственников Марии Афанасьевны.
Во второй части действие начинается с приготовлений к суаре — выставке фотографических картин приехавшего известного столичного фотографа Аркадия Сергеевича Поджио. Провинциальный город возбуждён этим событием, его должны удостоить своим посещением первые персоны города, в том числе и Бубенцов. Пелагии, в целях расследования (архиерей Митрофаний, продолжая следить за деятельностью Бубенцова, которая более напоминает дьявольскую, поселил её в городе у своей знакомой) необходимо проникнуть на эту вечеринку и она, нарядившись в светское платье и прикинувшись своей родной сестрой, отправляется туда.
На суаре происходит грандиозный скандал (связанный с выставленными фотокартинами), а после — жестокое убийство самого Поджио. Узнав об этом, Пелагия, ночью, отправляется в дом к княжне Наине Георгиевне, дабы прояснить некоторые вопросы, связанные с суаре, но, проникнув в тихий и запертый дом, она обнаруживает, что и княжна и её гувернантка убиты, а за ней пускается в погоню человек, больше похожий на оборотня.
Часть первая (Блюдитеся псов)
- Глава I — Смерть Загуляя
- Глава II — Тучи над Заволжском
- Глава III — Милые люди
- Глава IV — Гнездо аспидов
- Глава V — Страшно

Часть вторая (И блюдитеся злых деятелей)
- Глава VI — Суаре
- Глава VII — Суаре (продолжение)
- Глава VIII — Те же, да не все
- Глава IX — Ночь. Река
- Глава X — Борзой щенок
- Глава XI — Суд
- Глава XII — Черный монах

## Персонажи
- Митрофаний — архиерей Заволжской губернии (его также часто называют просто «владыка»), умный и порядочный человек, пользующийся уважением и влиянием как среди местных представителей государственной власти, так и среди простых граждан. Удачно сочетает в себе как требуемые епископу  духовные черты, так и деловые качества, необходимые для сотрудничества с управляющей верхушкой губернии.
- Пелагия (мирское имя — Полина Лисицына) — монахиня, которую с архиереем Митрофанием связывают, помимо уставных духовных, дружеские и сотруднические отношения. Дела, в которых необходимы наблюдательность и проницательность (а также — искусство актёрского перевоплощения), отец Митрофаний нередко поручает Пелагии, и мало когда об этом жалеет. Ведь никто из мирских людей не догадывается заподозрить в скромной монахине, не отрывающейся от вязания, внимательного соглядатая и детектива-самоучку. И никто не в состоянии узнать эту самую монахиню в красивой и элегантной светской львице, в которую способна перевоплотиться Пелагия в самых крайних случаях, когда обязательно требуется посещение мероприятий, не подобающих её сану.
- Владимир Львович Бубенцов — инспектор, прибывший на время из столицы с программой внедрения православия среди местных язычников, правая рука столичного обер-прокурора Константина Петровича Победина. Известен как вздорный, циничный, но расчётливый в своей выгоде человек, ни перед чем не останавливающийся для достижения меркантильных целей, способный чуть ли не любому неугодному доставить неприятности или испортить карьеру, а сам защищённый от подобных посягательств своим ведомством. Многие суеверные люди убеждены в его сверхъестественных способностях и в страхе называют его «бесом», многие боятся и без суеверного страха, — но при этом он пользуется большой популярностью у женского пола, несмотря на невысокий рост и несколько субтильное телосложение.
- Мария Афанасьевна Татищева — помещица-генеральша, тётя владыки Митрофания, и тётя (по другой линии) инспектора Бубенцова, владелица поместья Дроздовка. Хозяйка троих очаровательных белых бульдогов, которых обожает едва ли не больше, чем всех прочих домашних обитателей, и называет не иначе как «деточками». Увлечение разведением белых бульдогов осталось у неё от покойного мужа, завещавшего ей продолжать совершенствование этой породы. По отношению к прочим домашним обитателям, включая и своих внуков, барыня переменчива, часто меняет гнев на милость, и радикально переделывает завещание под действием даже незначимых ссор, капризов и потрясений.
- Загуляй, Закидай, Закусай, Муся, пока безымянный щенок — белые бульдоги Татищевой.
- Наина Георгиевна Телианова, княжна — внучка Татищевой, молодая, красивая, и романтическая девушка, но с капризным и своенравным характером. Всегда говорит загадками. С самой ранней молодости была избалована популярностью окружающих её мужчин, а влюбилась в конечном итоге в своего двоюродного дядю, инспектора Бубенцова, — единственного, кто, в отличие от прочих, не обращал на неё ни малейшего внимания.
- Степан Трофимович Ширяев — управляющий в поместье Татищевой, талантливо ведущий хозяйство, и отдающий небольшое количество свободного времени увлечению живописью. С давних пор влюблён в Наину, но если изначально пользовался по меньшей мере её дружеским расположением, то затем она стала его полностью игнорировать.
- Пётр Георгиевич Телианов, князь — внук Татищевой, увлекающийся нигилизмом и прогрессивным мышлением, но при этом — весьма инфантильный человек. Мечтает жениться на горничной из убеждений в равенстве классов.
- Миссис Ригли — гувернантка, воспитавшая внуков Татищевой и оставшаяся в её имении.
- Танюша — служанка Татищевой, симпатичная и наблюдательная девушка, всегда делящаяся с Пелагией полезной, да и относительно полезной информацией.
- Аркадий Сергеевич Поджио — профессиональный художник и фотограф, приятель Степана, гостящий а имении Дроздовка. Некоторое время был возлюбленным Наины, но затем, с появлением из столицы инспектора Бубенцова, оказался отвергнут ею. Сам не обладает задиристым характером, но систематически вынужден отвечать на нападки Степана из-за соперничества.
- Кирилл Нифонтович Краснов — помещик-самодур, ближайший сосед Татищевой, который залез в долги и теперь гостит в Дроздовке в надежде выпросить у несговорчивой хозяйки очередную порцию денег. Обладает умением сочинять удивительно плохие стихи и читать их на публике в самый неподходящий момент.
- Донат Абрамович Сытников — купец, ещё один гость в имении Татищевой, наезжающий туда в основном из-за расчета стать богатым покровителем Наины.
- Барон Антон Антонович фон Гаггенау — губернатор края, никогда не стесняющийся посоветоваться с владыкой Митрофанием по делам управления, и никогда не принимающий важных решений сомнительного характера, которые тот бы не одобрил.
- Баронесса Людмила Платоновна фон Гаггенау — жена губернатора.
- Матвей Бенционович Бердичевский — прокурор окружного суда, отказавший Бубенцову в устройстве фальсификации дел против зытяков.
- Феликс Станиславович Лагранж — полицмейстер, мечтающий о хорошей карьере, но затрудняющийся сделать её в тихой губернии, где в годовом отчёте подчинённых не фигурирует ни одного преступления.
- Тихон Иеремеевич Спасённый — клеврет Бубенцова, скромный, слегка трусоватый, и набожный человек, постоянно цитирующий что-нибудь из священного писания.
- Мурад Джураев — слуга, кучер и телохранитель Бубенцова, мрачный и неразговорчивый черкес, не расстающийся со своим кинжалом. Его смертельно боятся все, кроме Бубенцова.
- Гурий Самсонович Ломейко — адвокат, звезда столичной юриспруденции, не имевший в практике случаев поражения и выигрывавший самые безнадёжные и откровенно провальные дела.

## Экранизация
В 2009 году на основе романа режиссёром Юрием Морозом при поддержке телеканала «Россия» был выпущен 8-серийный телесериал «Пелагия и белый бульдог».
Права на экранизацию романа были куплены в 2002 году, при этом в условиях оговаривалось, что Борис Акунин будет лично утверждать исполнителей главных ролей (Пелагии и Митрофания), а также выбираемых на роль бульдогов.